# Langerma
Langerma är en ort i Estland. Den ligger i Halinga kommun och landskapet Pärnumaa, i den västra delen av landet, 90 km söder om huvudstaden Tallinn. Langerma ligger 25 meter över havet och antalet invånare är 102.
Terrängen runt Langerma är mycket platt, och sluttar västerut. Runt Langerma är det glesbefolkat, med 9 invånare per kvadratkilometer. Närmaste större samhälle är Libatse, 3,1 km öster om Langerma. Omgivningarna runt Langerma är en mosaik av jordbruksmark och naturlig växtlighet.